# Municipio de Atkinson (Minnesota)
El municipio de Atkinson (en inglés: Atkinson Township) es un municipio ubicado en el condado de Carlton en el estado estadounidense de Minnesota. En el año 2010 tenía una población de 406 habitantes y una densidad poblacional de 8,62 personas por km².

## Geografía
El municipio de Atkinson se encuentra ubicado en las coordenadas 46°37′9″N 92°37′33″O / 46.61917, -92.62583. Según la Oficina del Censo de los Estados Unidos, el municipio tiene una superficie total de 47.11 km², de la cual 45,04 km² corresponden a tierra firme y (4,38 %) 2,06 km² es agua.

## Demografía
Según el censo de 2010, había 406 personas residiendo en el municipio de Atkinson. La densidad de población era de 8,62 hab./km². De los 406 habitantes, el municipio de Atkinson estaba compuesto por el 96,8 % blancos, el 0,25 % eran afroamericanos, el 0,25 % eran amerindios, el 0,49 % eran asiáticos, el 0,49 % eran de otras razas y el 1,72 % eran de una mezcla de razas. Del total de la población el 0,74 % eran hispanos o latinos de cualquier raza.